# Helicopsyche siama
Helicopsyche siama är en nattsländeart som beskrevs av Kjell Arne Johanson 1994. Helicopsyche siama ingår i släktet Helicopsyche och familjen Helicopsychidae. Inga underarter finns listade i Catalogue of Life.